# Aeroport de Palerm
L'Aeroport de Palerm-Punta Raisi "Falcone i Borsellino" (codi IATA: PMO, codi OACI: LICJ) (en italià: Aeroporto di Palermo-Punta Raisi "Falcone e Borsellino") és un aeroport que dona servei a Palerm, capital de l'illa de Sicília. Està localitzat a Punta Raisi, a 35 km a l'oest de la capital. L'aeroport va ser batejat amb el nom de Giovanni Falcone i Paolo Borsellino, els dos jutges que lideraven la lluita contra la màfia assassinats l'any 1992 per aquesta. L'any 2010, va gestionar 4.367.342 passatgers.

## Aerolínies i destinacions
| Companyia                     | Destinacions |
| ----------------------------- | --- |
| Air Italy                     | Gènova, Nàpols |
| Alitalia                      | Bolonya, Milà-Linate, Nàpols, Roma-Fiumicino, Torí, Venècia-Marco Polo                                                   |
| Blu-express                   | Roma-Fiumicino |
| EasyJet                       | Londres-Gatwick, Milà-Malpensa, Roma-Fiumicino de temporada: París-Orly                                                  |
| Iberia operat per Air Nostrum | Madrid |
| Jetairfly                     | Brussel·les |
| Lufthansa                     | Milà-Malpensa de temporada: Frankfurt, Múnic                                                                             |
| Luxair                        | Luxemburg |
| Meridiana                     | Càller, Lampedusa, Nova York-JFK, Pantel·leria                                                                           |
| Norwegian Air Shuttle         | Estocolm-Arlanda |
| Ryanair                       | Bolonya, Londres-Stansted, Marsella, Milà-Orio al Serio, Oslo-Rygge, Pisa, Reus, Sevilla, Venècia-Treviso, Verona, Weeze |
| Transavia.com France          | Amsterdam, París-Orly |
| Tunisair                      | Tunis |
| Vueling Airlines              | Barcelona |
| XL Airways France             | Lió, Nantes, París-Charles de Gaulle                                                                                     |